# 헤르만 죄르겔
헤르만 죄르겔(Herman Sörgel, 1885년 4월 2일 – 1952년 12월 25일)은 바이에른 출신의 독일 건축가이다. 그는 20세기 초 유럽의 경제 및 정치 문제에 대한 해결책으로 처음 고안된 거대한 건설 프로젝트인 아틀란트로파 프로젝트를 대중화한 것으로 알려져 있다.
아틀란트로파는 지브롤터 해협, 다르다넬스 해협, 시칠리와 튀니지 사이에 댐을 건설하자는 제안을 포함했다. 댐은 수력 전기를 공급하고, 평화를 위협하는 어떤 국가에도 에너지 공급을 중단할 권한을 가진 새로 설립된 독립 기관에 의해 관리될 것이었다. 죄르겔은 1952년 사망할 때까지 자신의 아이디어를 적극적으로 홍보했다.

## 초기 생애
한스 오토 헤르만 죄르겔은 1885년 독일 바이에른주 레겐스부르크에서 요한 한스 리터 폰 죄르겔과 체칠리에 죄르겔(결혼 전 성 Unterholzner)의 아들로 태어났다. 그의 아버지는 발헨제 수력 발전소 건설에 참여한 숙련된 엔지니어였다. 그 공로로 그는 개인적인 귀족 작위와 자신의 성에 "폰"을 추가할 권리를 부여받았다. 죄르겔의 어머니 체칠리에는 노이외팅의 양조업자 및 재산 소유주 가문 출신이었다.
죄르겔은 가톨릭 신자로 자랐지만, 나중에 무종교인이 되었다.

### 교육
죄르겔은 뮌헨의 막시밀리안 김나지움에 다녔으며, 1904년에 졸업한 후 1904년부터 1908년까지 뮌헨 공과대학교에서 건축학을 공부했다.
그는 1910년에 정부 건축가 시험에 합격했다.

## 경력

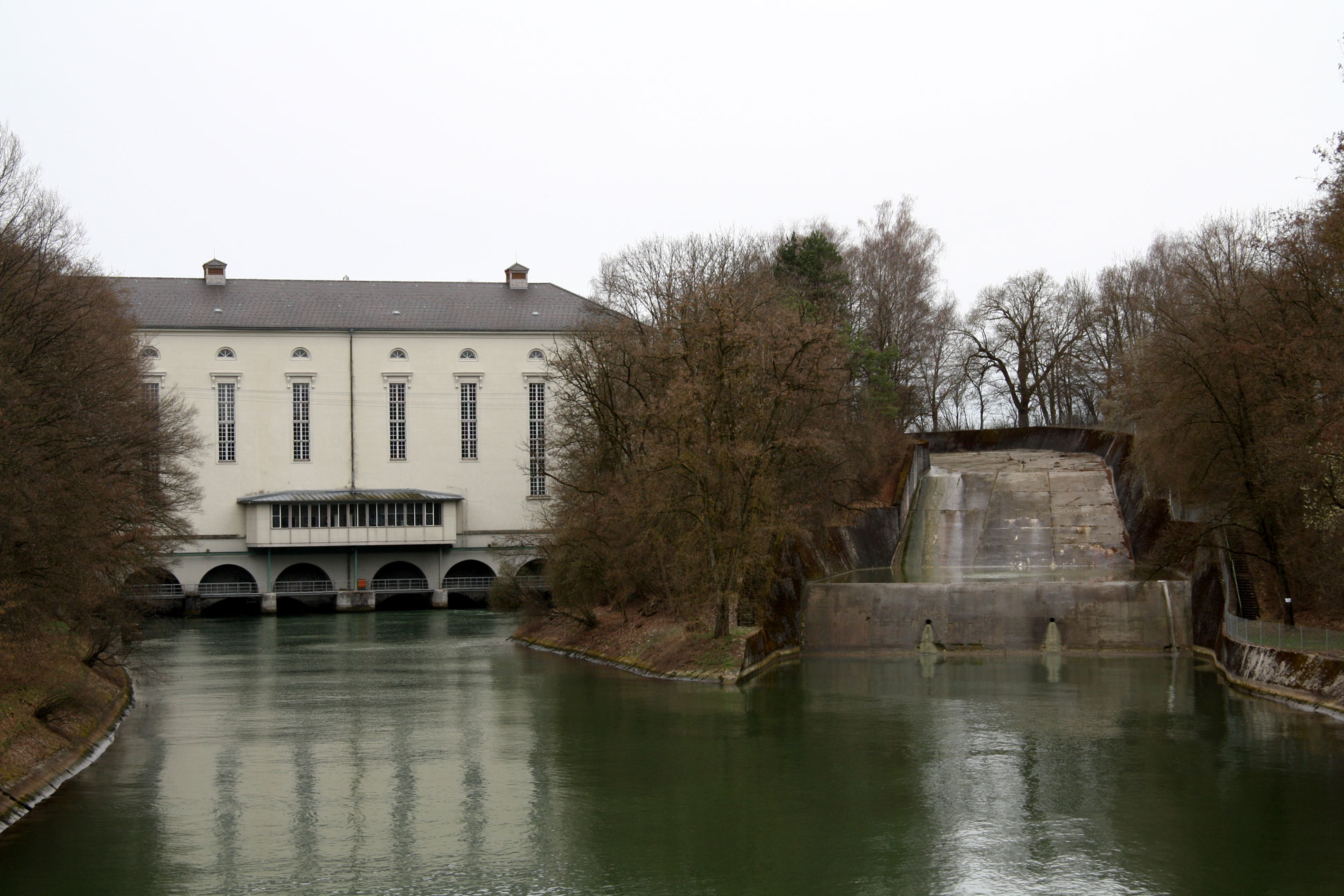
아우프키르헨의 발전소.

바이에른 건축 위원회에 소속된 건축가로서, 죄르겔은 이자르강에 위치한 아우프키르헨의 수력 발전소 부속 건물을 설계했다.
그는 또한 건축에 관한 여러 권의 책을 저술했으며, 건축 저널 Die Baukunst의 편집장으로 일했다. Baukunst에서의 작업을 통해 그는 1926년에 방문했던 프랭크 로이드 라이트의 집 탈리에신과 같은 많은 저명한 건축가들과 접촉하게 되었다.

## 아틀란트로파
죄르겔은 H. G. 웰스의 기념비적인 저서 "역사의 개요"의 독일어 번역본을 읽었는데, 여기서 저자는 지중해를 홍수가 나기 전의 "잃어버린 지중해 계곡"이라고 묘사했다. 그러나 그가 지리학자 오토 예센의 책 "Die Straße von Gibraltar"(영어: 지브롤터 해협)을 읽은 것은 1927년이 되어서였다. 이 책에서 예센은 지중해를 "증발 해"라고 불렀다. 대서양에서 해협을 통한 물의 흐름이 막히면 바다가 자연적으로 증발할 것이라는 그의 믿음 때문이었다. 죄르겔은 그러한 일이 가능하다고 생각했다.
여기에서 죄르겔은 아틀란트로파라는 아이디어를 구상했다. 이것은 지브롤터 해협, 다르다넬스 해협, 콩고강에 댐을 건설하는 유토피아적인 프로젝트이다. 댐 건설과 그에 따른 지중해 수위 저하는 지중해와 대서양 해수면의 차이를 이용하여 수력 전기를 생산할 수 있게 할 것이다. 죄르겔의 해수면을 낮추는 아이디어는 지중해 주변의 육지 면적을 증가시키고 아프리카로의 육상 접근을 제공할 것이다.
콩고강에 댐을 건설하면 차드호 주변 분지를 다시 채워 사하라 사막에 담수를 공급하고 아프리카 내륙으로 선박 접근을 제공할 수 있었을 것이다. 새로운 육지를 창조하는 것 외에도, 생산될 엄청난 양의 수력 에너지는 당시 유럽 에너지 수요의 50%를 충당할 것이었다. 죄르겔이 이 아이디어를 개발하는 동안, 그는 다른 나라들이 어떻게 반응하거나 변화할지에 대해서는 진지하게 고려하지 않았다. 예를 들어, 레반트는 면적이 50% 증가했을 것이다.
아틀란트로파는 에리히 멘델손과 같은 지지자들을 가지고 있었다. 그는 프로젝트를 위한 디자인을 제공했을 뿐만 아니라 프로젝트를 공개적으로 광고하기도 했다. 에밀 파렌캄프와 요한 프리드리히 회거도 아틀란트로파 설계를 돕겠다고 제안한 것으로 알려져 있다.

## 개인 생활
죄르겔은 1914년 런던에서 바베트 리츠와 처음 결혼했다. 그들은 1921년에 이혼했다.
1926년 죄르겔은 런던에서 이레네 빌라니(1894-1955)와 결혼했다. - 그녀는 베를린의 유대인 가문 출신이었다. 그녀의 아버지는 화가였고 이레네 자신은 성공적인 미술상이었다. 이레네는 죄르겔의 계획을 지지했을 뿐만 아니라 그가 아틀란트로파 프로젝트에 대한 지지를 찾기 위해 여행하는 데 필요한 재정적 수단을 제공했다고 한다.

## 말년
죄르겔과 그의 아내는 도시 폭격을 피하기 위해 1943년 뮌헨에서 오베르스트도르프로 도피했다. 1950년에 그들은 뮌헨으로 돌아왔다.

## 사망
죄르겔은 1952년 12월 25일 67세의 나이로 사망했는데, 뮌헨의 한 독일 대학교에서 강연을 들으러 자전거를 타고 가던 중 자동차에 치인 직후였다.
사고는 "곧은 길"에서 발생했으며, 가해 차량의 운전자는 끝내 발견되지 않았다. 이러한 상황 때문에 일부 사람들은 죄르겔이 실제로 살해당했다고 추측한다.
죄르겔은 뮌헨의 뮌헨 발트프리트호프 묘지에 안장되었다.

## 저술
그의 출판물 중 일부는 다음과 같다:
- Sörgel, Herman (1929). 《Mittelmeer-Senkung. Sahara-Bewässerung = Lowering the Mediterranean, Irrigating the Sahara (Panropa Project), pamphlet》. Leipzig: J.M. Gebhardt.
- Sörgel, Herman (1931). 《Europa-Afrika: ein Weltteil》. 983–987쪽. 2017년 6월 27일에 확인함.
- Sörgel, Herman (1932). 《Atlantropa》. Munich: Fretz & Wasmuth, Zurich / Piloty & Löhle.
- Sörgel, Herman (1933). 《Foreword to "Technokratie - die neue Heilslehre" by Wayne W. Parrish》. Munich: R. Piper & Co.
- Sörgel, Herman (1938). 《Die drei großen "A". Großdeutschland und italienisches Imperium, die Pfeiler Atlantropas. [Amerika, Atlantropa, Asien]》. Munich: Piloty & Loehle.
- Sörgel, Herman (1942). 《Atlantropa-ABC: Kraft, Raum, Brot. Erläuterungen zum Atlantropa-Projekt》. Leipzig: Arnd.
- Sörgel, Herman (1948). 《Foreword to "Atlantropa. Wesenszüge eines Projekts" by John Knittel》. Stuttgart: Behrendt.

## 같이 보기
- 프랑수아 엘리 루데어, 19세기 프랑스 지리학자로, 쇼트 엘 페제 호수에서 가베스만까지 운하를 파면 사하라 사막에 내해가 만들어질 수 있다고 제안했다.